# ジョイア・タウロ
ジョイア・タウロ（イタリア語: Gioia Tauro）は、イタリア共和国カラブリア州レッジョ・カラブリア県にある、人口約20,000人の基礎自治体（コムーネ）。

## 地理

### 位置・広がり

#### 隣接コムーネ
隣接するコムーネは以下の通り。
- パルミ
- リッツィーコニ
- ロザルノ
- サン・フェルディナンド
- セミナーラ